# Енді Олд
Ендрю "Енді" Олд (англ. Andrew "Andy" Auld, 26 січня 1900, Стевенстон, Сполучене Королівство — 6 грудня 1977, Джонстон, США) — американський футболіст, що грав на позиції півзахисника, зокрема, за клуб «Провіденс», а також національну збірну США.

## Клубна кар'єра
У футболі дебютував 1919 року виступами за «Ардір Тістл», в якому провів два сезони. 
Протягом 1921—1923 років захищав кольори клубу «Паркхед».
Своєю грою за останню команду привернув увагу представників тренерського штабу клубу «Провіденс», до складу якого приєднався 1924 року, переїхавши в США. Відіграв за команду з Провіденса наступні чотири сезони своєї ігрової кар'єри. Більшість часу, проведеного у складі «Провіденса», був основним гравцем команди.
Згодом з 1928 по 1933 рік грав у складі «Провіденс Голд Багс», «Фолл-Ривер» та «Потакет Рейнджерс».
Завершив професійну ігрову кар'єру у клубі «Ньюарк Португезе», за команду якого виступав протягом 1933—1935 років.
| Дата      | Місто          | Господарі | Результат | Гості           | Турнір             | Голи | Примітки |
| --------- | -------------- | --------- | --------- | --------------- | ------------------ | ---- | -------- |
| 6-11-1926 | Бруклін        | США       | 6 – 2     | Домініон Канада | товариський матч   | 2    |          |
| 13-7-1930 | Монтевідео     | США       | 3 – 0     | Бельгія         | ЧС 1930 - 1-й етап | -    |          |
| 17-7-1930 | Монтевідео     | США       | 3 – 0     | Парагвай        | ЧС 1930 - 1-й етап | -    |          |
| 26-7-1930 | Монтевідео     | Аргентина | 6 – 1     | США             | ЧС 1930 - півфінал | -    |          |
| 17-8-1930 | Ріо-де-Жанейро | Бразилія  | 4 – 3     | США             | товариський матч   | -    |          |
| Усього    |                | Матчів    | 5         |                 | Голів              | 2    |          |

Помер 6 грудня 1977 року на 78-му році життя у місті Джонстон.

## Титули і досягнення
- Бронзовий призер чемпіонату світу: 1930